# Marsupella sprucei
Marsupella sprucei là một loài Rêu trong họ Gymnomitriaceae. Loài này được (Limpr.) Bernet mô tả khoa học đầu tiên năm 1888.